# Паламаренко Федот Григорович
Паламаре́нко Федо́т Григо́рович (нар. 1898, село Шпотівка, Конотопський повіт, Чернігівська губернія — пом. 22 листопада 1921, містечко Базар, Базарська волость, Овруцький повіт, Волинська губернія) — штабіст 1-ї бригади 4-ї Київської дивізії Армії УНР, Герой Другого Зимового походу.

## Життєпис
Народився 1898 року в селі Шпотівка Конотопського повіту Чернігівської губернії в українській селянській родині. Закінчив сільську школу. Працював шевцем. Не входив до жодної партії.
В Армії УНР із 1919 року.
Під час Другого Зимового походу — штабіст 1-ї бригади 4-ї Київської дивізії.
Потрапив у полон о 16-00 17 листопада 1921 року під селом Великі Міньки.
Розстріляний більшовиками 22 листопада 1921 року у місті Базар.
Реабілітований 27 квітня 1998 року.

## Вшанування пам'яті
- Його ім'я вибите серед інших на Меморіалі Героїв Базару.